# Silver Lake, Colorado
Silver Lake este un punct situat în Colorado, SUA.

## Geografia
Silver Lake este situat într-o zonă cu puternice căderi de zăpadă.

### Clima
Între 14-15 aprilie 1921 a căzut o ninsoare foarte bogată, aproximativ 2 metri (1870 mm). 

### Particularitate
Silver Lake este punctul unde s-a înregistrat cea mai mare cantitate de zăpadă căzută în 24 ore.